# Dryinidae
I Drinidi (Dryinidae Haliday, 1840) sono una famiglia di imenotteri apocriti.

## Biologia
I Dryinidi sono vespe solitarie le cui larve sono parassitoidi di emitteri, principalmente Cicadellidae.

## Distribuzione e habitat
I Dryinidi hanno distribuzione cosmopolita.

## Tassonomia
Comprende le seguenti sottofamiglie:
- Sottofamiglia Anteoninae
  - Anteon Jurine, 1807
  - Deinodryinus Perkins, 1907
  - Lonchodryinus Kieffer, 1905
  - Metanteon Olmi, 1984
  - Prioranteon Olmi, 1984
- Sottofamiglia Aphelopinae
  - Aphelopus Dalman, 1823
  - Crovettia Olmi, 1984
- Sottofamiglia Apoaphelopinae
  - Apoaphelopus Olmi, 2007
- Sottofamiglia Apodryininae
  - Apogonatopus Olmi, 2007
  - Gondwanadryinus Olmi, 2007
  - Madecadryinus Olmi, 2007
  - Vannoortia Olmi, 2007
- Sottofamiglia Bocchinae
  - Bocchoides Benoit, 1953
  - Bocchus Ashmead, 1893
- Sottofamiglia Conganteoninae
  - Conganteon Benoit, 1951
- Sottofamiglia Dryininae
  - Dryinus Latreille, 1804
- Sottofamiglia Erwiniinae
  - Erwinius Olmi & Guglielmino, 2010
- Sottofamiglia Gonatopodinae
  - Acrodontochelys Currado, 1976
  - Adryinus Olmi, 1984
  - Apterodryinus Perkins, 1907
  - Dicondylus Haliday, 1830
  - Ecthrodelphax Perkins, 1903
  - Gonatopus Ljungh, 1810
  - Gynochelis Brues, 1906
  - Haplogonatopus Perkins, 1905
  - Neodryinus Perkins, 1905
  - Pseudogonatopus Perkins, 1905
  - Tetradontochelys Richards, 1939
- Sottofamiglia Palaeoanteoninae †
  - Palaeoanteon Olmi, 1999 †
- Sottofamiglia Plesiodryininae
  - Plesiodryinus Olmi, 1987
- Sottofamiglia Ponomarenkoinae †
  - Ponomarenkoa Olmi, 2010 †
- Sottofamiglia Transdryininae
  - Thaumatodryinus Perkins, 1905